# Mafalda (grup de música)
Mafalda és un grup musical que naix el 2010 amb una combinació musical de ska, reggae, funk i hardcore. La banda la formen 9 integrants en l'actualitat. Les lletres que presenta són combatives, de crítica social i feminisme, entre d'altres, i combina les seves cançons alhora amb diferents llengües com el català en dialecte valencià, l'euskera, el castellà, l'anglès, etc.
En el 2012 van presentar el seu primer treball, anomenat "Música Basura", amb 12 temes com "Bombas Violetas" o "Consumista", que tracten temes polítics com la crisi o la classe. L'any 2014 presenten el nou EP "Nos Deben una Vida" amb el tema de "En Guerra", amb què van guanyar fama, al qual es mostra una lletra feminista i es reclama el lloc de la dona a la societat. L'any 2016 va sortir a la llum el seu àlbum "La Última Vez Que Te Escucho", al qual es van afegir dos nous integrants a la banda i en què es tracten temes com la llibertat, Palestina, Síria, el canvi climàtic, el consumisme, etc.
Al 2018 van presentar "Palabras Forman Caos", amb un estil més elegant segons el grup. Tot i que es van pensar donar-se un descans, en temps de pandèmia van decidir continuar i van presentar el seu últim treball al 2020 "Les Infelices".